# 27108 Bryanhe
27108 Bryanhe è un asteroide della fascia principale. Scoperto nel 1998, presenta un'orbita caratterizzata da un semiasse maggiore pari a 2,3058010 UA e da un'eccentricità di 0,1069993, inclinata di 2,79998° rispetto all'eclittica.